# Phrynomantis affinis
Phrynomantis affinis (tên tiếng Anh: Spotted Rubber Frog) là một loài ếch trong họ Nhái bầu.
Nó được tìm thấy ở Angola, Cộng hòa Dân chủ Congo, Namibia, Zambia, có thể cả Botswana, có thể cả Tanzania, và có thể cả Zimbabwe.
Các môi trường sống tự nhiên của chúng là xavan khô, xavan ẩm, vùng đất có cây bụi nhiệt đới hoặc cận nhiệt đới, hồ nước ngọt có nước theo mùa, và đầm nước ngọt có nước theo mùa.